# Caban András
Caban András (Czaban András, Ondrej Caban, Andrej Caban) (Szelcse, 1813. december 7. – Komját, 1860. május 2.) plébános.

## Élete

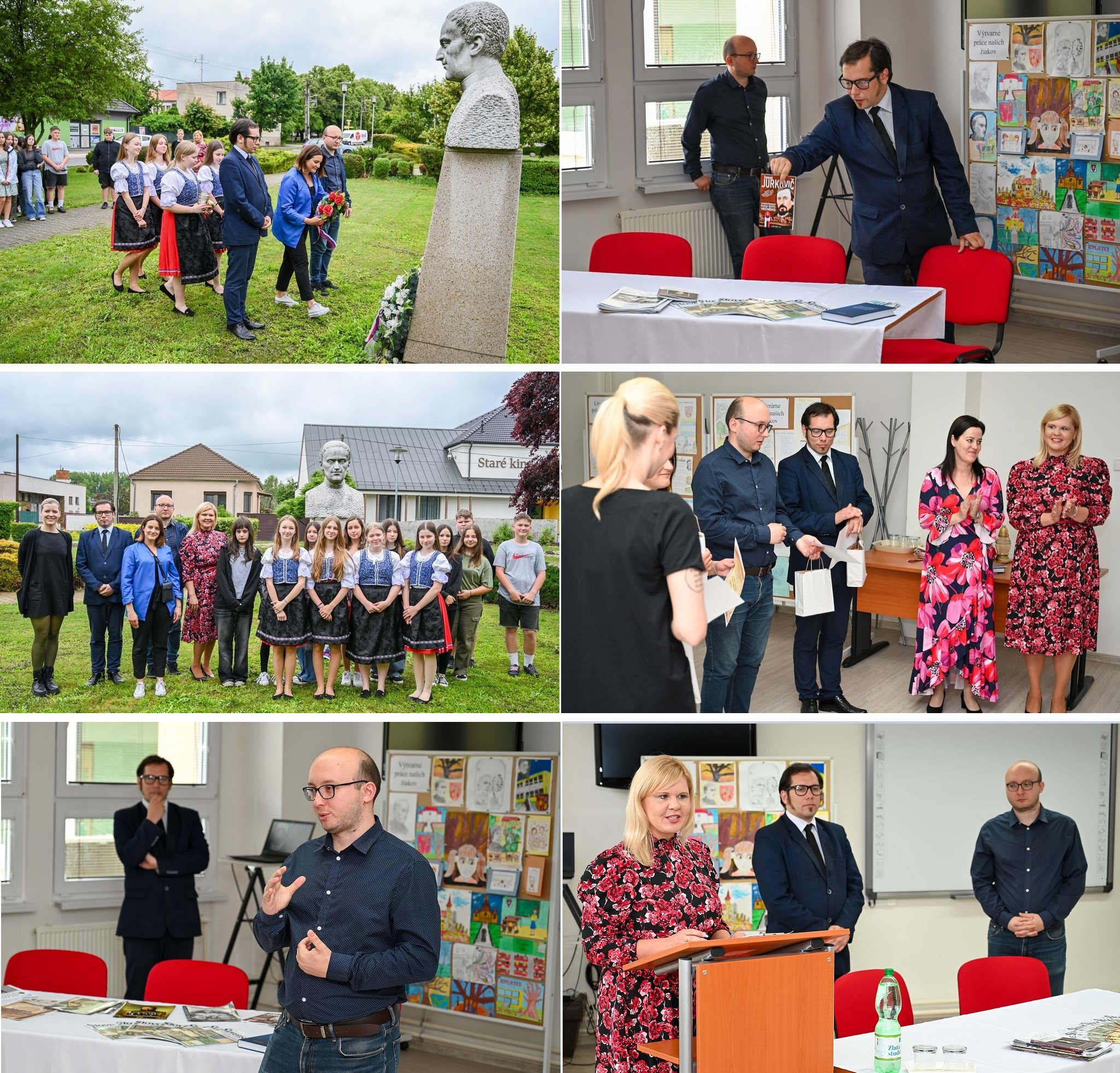
A nemzetébresztő, pedagógus, pap, mecénás és író, mesegyűjtő születésének 210. évfordulójáról Komjáton 2024 májusában emlékeztek meg

Tanult Besztercebányán, Léván és Esztergomban, ahol 1828-ban növendékpap lett; 1837-ben szentelték pappá, 1844-ben plébános lett Komjáton Nyitra vármegye. Nyolc nyelven beszélt: latinul, magyarul, németül, szlovákul, oroszul, szlovénül, franciául és lengyelül. Vagyonát jótékony célokra hagyta.

## Művei

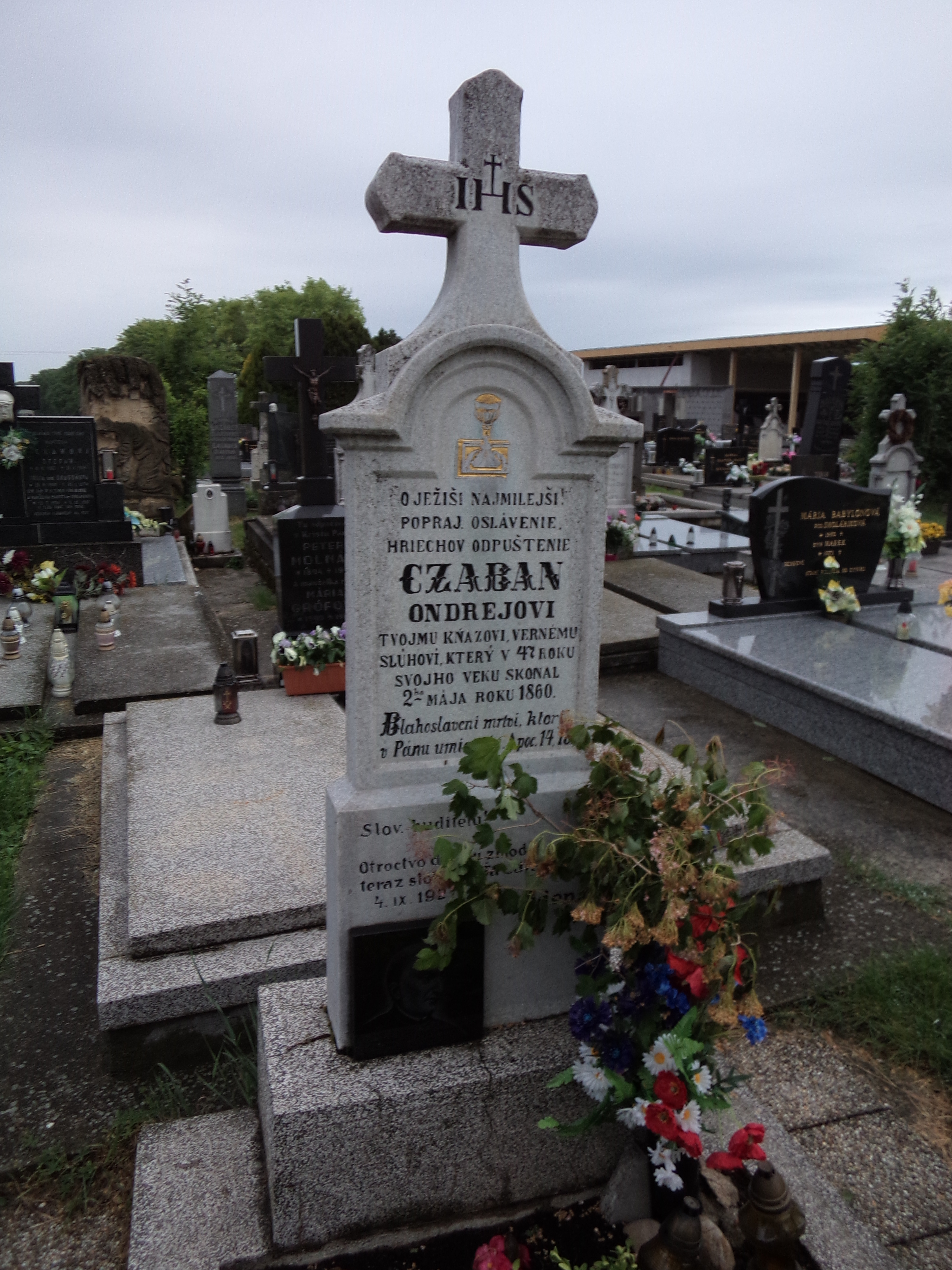

Több költeményt és cikket írt, illetve fordított, melyek a Priateľ školy a literatúry és a Cyrill a Method című szlovák lapokban jelentek meg. Lefordította szlovák nyelvre Majer István Neveléstanát és kiadta Budán 1847-ben.